# Chiesa di Santa Maria Assunta e San Rocco (Filago)
La chiesa di Santa Maria Assunta e San Rocco è la parrocchiale di Filago in provincia e diocesi di Bergamo; fa parte del vicariato di Capriate-Chignolo-Terno.

## Storia
La prima indicazione della presenza di una chiesa parrocchiale a Filago risale alla visita pastorale di san Carlo Borromeo arcivescovo di Milano, del 29 settembre 1575. Dalla relazione si evince che la chiesa intitolata alla Madonna era parrocchia dipendente dalla pieve di Terno d'Isola con il titolo di San Rocco. Data la sua lontananza dal un importante centro urbano, e la mancanza di un curato da almeno nove anni, nonché di entrate fu decretata la sua soppressione a parrocchia e unita a quella di Madone. Fu il vescovo Giovanni Battista Milani a elevare nuovamente a parrocchia Filago con decreto del 26 aprile 1611.
La chiesa fu nuovamente visitata dal vescovo Gregorio Barbarigo nel 1659, dalla cui relazione si evince che era amministrata dal giuspatronato dei vicini, era retta da un parroco e vi erano le scuole di Santa Maria, San Rocco e della Dottrina Cristiana.
La chiesa è inserita nel Sommario delle chiese della diocesi di Bergamo che Giovanni Giacomo Marenzi cancelliere della curia di Bergamo aveva redatto nel 1666 dove la chiesa risulta intitolata a "Santa Maria della Cor(t)ella", con il giuspatronato dei vicini e parte della "pieve di Terno", nonché retta da un parroco.
Il vescovo Giovanni Paolo Dolfin nella sua visita pastorale del Settecento, chiarisce che le chiese erano due, una intitolata detta Madonna della Cortella e l'altra intitolata a san Rocco, entrambe erano parrocchie. Le funzioni pubbliche si svolgevano nella prima gestita dalla scuola del Rosario che aveva il giuspatronato sull0altare maggiore, mentre la seconda era gestita dalla scuola del Santissimo Sacramento. Sul territorio vi era inoltre la chiesa di Sant'Alessandro con i monaci di Pontida. Vi erano inoltre due sacerdoti, uno stipendiato dal giuspatronato e uno dai vicini.
Nella seconda metà dell'Ottocento la chiesa fu rimodernata e dedicata a Santa Maria Assunta e San Rocco dal vescovo Pier Luigi Speranza nel 1867. Nell'occasione furono donate le reliquie dei santi martiri Valeria e Vitale. la seconda metà del Novecento l'edificio necessitò di alcuni lavori di manutenzione con sostanziali modifiche sia alla facciata che al presbiterio. Il vescovo Clemente Gaddi consacrò il nuovo altare maggiore posto come da indicato nel Consiglio vaticano II.
Con decreto del 27 maggio 1979 del vescovo Giulio Oggioni, la chiesa fu inserita nel vicariato locale di Capriate-Chignolo-Terno.

## Descrizione

### Esterno
L'edificio di culto con orientamento a nord, è anticipato da una gradinata: la facciata divisa da una cornice marcapiano su due ordini è tripartito da lesene complete di alta zoccolatura e coronato da capitelli che sorreggono la trabeazione ornata da esili mensole. Centrale il portale con paraste e trabeazione in pietra che sorregge il timpano triangolare. La sezione superiore prosegue nel medesimo ordine di lesene terminanti con capitelli d'ordine ionico e con un'ampia finestra rettangolare atta a illuminare l'aula.

### Interno
L'aula a unica navata con due volte a crociera, si sviluppa in sei campate da lesene e colonne complete di zoccolatura e capitelli d'ordine corinzio che reggono la trabeazione. Due altari per lato divisi sono dedicati a santa Teresa di Lisieux, san Rocco, alla Pietà, e alla Madonna. 
La zona presbiteriale con volta a tazza circolare, anticipata da tre gradini e dall'arco trionfale di misura inferiore rispetto all'aula, termina con il coro absidato e coperto da catino.